# Грбаљски законик
Грбаљски законик — Статут написан је 1427. године на Митровдан, у светој обитељи Подластва у Грбљу. Има 126 члана и 42 потписника. Њиме се уређује тадашњи друштвени живот.
1. члан регулише казну за жену која би прељубом преварила мужа. Муж би је отпустио из брака одсјечене косе, одсјеченог носа и са једним одсјеченим ухом. Тај обичај се и до данас сачувао у заосталијим крајевима на далеком истоку, Пакистан, Авганистан… 15. члан спомиње младића и дјевојку под називом младица. Старији називи су били и момак и мома, од којих су и младица и мома нестали у корист ријечи дјевојка. Ако би у вријеме вјеридбе дјевојка остала трудна морали би их каменовати. Младића његово братство а дјевојку њено. У 17., 49., 107. и 108. члану се туђин спомиње под називом јабанац. 24. члан оцу даје право да вјери сина или ћерку и без њихове сагласности. Ако би се противили може да их остави без имања. 27. члан помиње ријеч канали као конали, од чега је настали и Конавли од канали. 28. члан забрањује сађење воћки изнад туђе баштине, да му хлад земљи чини. Ако би усадио, све што би са воћке пало у туђу земљу, припада ономе чија је земља, осим маслине. 29. члан брани да сељанин сједи у збору међу људима, ако између своје 20. и 30. године није засадио 50 маслина и себи стекао оружје.
2. чланом се одређују казне попу или ђаку за лажно написан тестамент. Попу би се одузела парохија, а ђаку одсјекла рука. 39. члан даје право Грбљанину којем је изгорела кућа да у све 4 кнежине у свакој кући тражи и добије одређену помоћ. 43. члан помиње ријеч обрану, а не одбрану, како су јужни и западнији Срби раније говорили. 46. члан помиње ледину под рјечју метех. Иако је ријеч метох грчка и значи црквену имовину, метех је значило ледина. 49. чланом се кажњава онај ко би баштину продао туђину, јабанцу, а не би хтјео Грбљанину. Ако би му отели новац кнежина је имала право да тај новац изједе и попије. 50. члан каже да ако домаћин или домаћица куће умре да им се има чинити каритад тј. да једе и пије оно цијело село. Ријеч каритад је у вези са каритас. 51. тестамент би се читао на каритади тј. по ручку. 54. члан кажњава, глобом од 50 цекина кнежини, оне који отимају, грабе дјевојке. Грабљење дјевојака за удају и без дозволе родитеља је у старија времена била честа пракса, али је временом кажњавана и искорјењивана. 59. члан каже да у свједочењу или клевети три жене вриједе као свједочење једног човјека, а својти да се нема нипошто вјеровати у ова два посла. 60. члан каже да се у клевети и свједоџби нема шта вјеровати ни кумовима, побратимима, соихљебницима (тј. највећим пријатељима).
3. члан спомиње ријеч ујам од брашна. Ујам од брашна даје онај чије је жито, господару од млина на свако 100 стара седам. Ујам је количина брашна коју воденичар узима од помељара за услуге мљевења; за кукуруз је износио 5 %, за пшеницу 6 %, а за јечам или зоб 1 %. Село Ујмиште носи назив од те ријечи. 68. члан показује да се жене на путу, ако би среле мушкарца, морале њему склањати с пута и то са лијеве стране. Ако би то жена игнорисала била би веома укорена пред народом. 69. члан говори да би жена прекидала и рад, да се поклони мушкарцу у пролазу. 70. мушкарац ако сретне попа мора да га љуби у руку, а (71.) жене и дјевојке, исто, да љубе руку сваком мушкарцу који би почео носити оружје. 75. члан помиње мокро т.ј. крштено кумство. Који Грбљанин би га се одрекао, Грбљу би плаћао 50 цекина као одметник од Бога и Светог Јована. 76. члан спомиње сухо, вјенчано или шишано кумство. 79. члан кажњава дјевојку која би удавила своју бебу или абортирала — отровала у утроби, са глобом за пола мртве главе т.ј. 60 цекина. 80. и 81. члан регулишу права и обавезе људи према попу и попа према људима. 82. члан уређује литијско ношење крстова око својих земаља. Забрањује прелазак у туђа села без дозволе тих сељана. 83. члан обавезује домаћине куће да када пролази пред кућом народ са крстовима да им изобилно вина понуди. 88. члан уређује правила око травнине у зимским мјесецима. Из Црне Горе, т.ј. зими, хладнијих крајева, би се стока селила у Приморје на испашу и за то би власницима ливада плаћали траварину. 90. члан регулише казну за издајнике. Ако би који примио мито од непријатеља, све би му се одузело што има, и Грбљани би од тог новца све потрошили на храну и пиће.
4. члан налаже да сваки мртвац прије сахране преноћи у кући. 95. члан одређује да мртвога до цркве носе четворица најближих, а у гроб сахрањују двојица најближих. 97. члан налаже да људе без икога свога, сирака или сироту, када умру, сахрани село о свом трошку. 98. чланом се види тадашњи однос према Ромима. Сматрало се непристојним да се Циганин укопа поред цркве, тј. у сјену црковну, гдје су остали хришћани, но у близини освећенога мјеста. 99. члан налаже обавезу новим невјестама у селу, које би удајом доселиле у неко мјесто. На Ускрс су у цркви морале све даривати са неколико шараних јаја и боцом ракије. 100. члан грдним укором кажњава куће које не би дале милостиње монасима из туђега манастира, који би дошли да просе. Из овог члана се види да се Грбљанима законом намеће шира народно-црквена свијест од уско племенске свијести, па се не помажу само њихови манастири но и они изван Грбља. 101. члан исто препоручује помоћ сиромаху који проси. Небитно је да ли је из Грбља или друге крајине. Слијепац би милостињу зарадио ако испјева неколико ријечи уз гусле. 106. члан забрањује Грбљанима да нападају или вријеђају ивањца човјека. 109. члан кажњава онога ко би опсовао коме вјеру, образ, закон, пост и сл. Грбљани би му све појели, попили и било би му забрањено да сједи у братској скупштини. 110. чланом се кажњава жена одсјецањем уха или врха носа, да се по грдилу позна, ако би од мужа из куће шта украла и продала. 111. члан одређује казну за исти пријеступ, али ако то оцу учини дјетић или дјевојка. Чибуком би их ишибао и изгрдио на сеоској скупштини. 120. члан налаже власнику пса да је пас дању везан, а ноћу пуштен. Ако би пас кога ујео казна је била 6 цекина. 121. члан са 6 цекина кажњава убиство пса који би некога напао. Препорука је да се пас удари, а не и убије. 122. члан грдно кори оне који би, иако нису болесни, прекршили 4 вишедневна поста. 123. чланом се одлучује од цркве ко би преступио завјет. Неки од завјета су били да се цијели дан не једе или да се петком не једе риба. 124. члан налаже обавезе грбаљских кућа према манастиру свете Госпође, а 125. члан обавезе манастира према Грбљанима. Манастир је на дан храмовне славе, Госпођин дан, морао све госте частити обилним ручком. 126. члан говори да након манастирске славе, при заласку сунца, сви гости иду кући, а који носе пушку, када крену, да пуцањем из пушке захвали, тј. ода почаст манастиру.[1]